# Comunidad Política Europea (1952)
En 1952 se propuso una entidad que se denominaría Comunidad Política Europea (CPE) como una combinación de la Comunidad Europea del Carbón y del Acero (CECA) existente y la Comunidad Europea de Defensa (CED) propuesta. Un proyecto de tratado CPE, redactado por la asamblea de la CECA (ahora el Parlamento Europeo), habría visto una asamblea elegida directamente ("la Cámara de los Pueblos"), un senado designado por los parlamentos nacionales y un ejecutivo supranacional responsable ante el parlamento.
El proyecto de Comunidad Política Europea fracasó en 1954 cuando quedó claro que la Comunidad Europea de Defensa no sería ratificada por la Asamblea Nacional de Francia, que temía que el proyecto supusiera una pérdida inaceptable de soberanía nacional. Como resultado, la idea de la Comunidad Política Europea tuvo que ser abandonada.
Tras el colapso del CPE, los líderes europeos se reunieron en la Conferencia de Messina en 1955 y establecieron el Comité Spaak que allanaría el camino para la creación de la Comunidad Económica Europea (CEE).

## Contexto
La propuesta de Robert Schuman fue acogida de forma entusiasta por el canciller de la República Federal de Alemania Konrad Adenauer. En la primavera de 1951, se firma en París el Tratado que institucionaliza la Comunidad Europea del Carbón y del Acero (CECA), concretando la propuesta de Schuman. Alemania, Francia, Italia, Países Bajos, Bélgica y Luxemburgo (conocidos como “Los seis”), logran un entendimiento que favorece el intercambio de las materias primas necesarias en la siderurgia, acelerando de esta forma la dinámica económica, con el fin de dotar a Europa de una capacidad de producción autónoma. Este tratado fundador buscaba aproximar vencedores y vencidos europeos al seno de una Europa que a medio plazo pudiese tomar su destino en sus manos, haciéndose independiente de entidades exteriores. El tratado expiró en 2002, a pesar de que su función quedó obsoleta tras la fusión de los órganos ejecutivos y legislativos en el seno de la Comunidad Europea, que adquirió personalidad jurídica, y también gracias al Acta Única Europea de 1986.
En mayo de 1952, ya en plena Guerra Fría, se firmó en París un tratado estableciendo la Comunidad Europea de Defensa (CED), que permitía el armamento de Alemania Occidental en el marco de un ejército europeo. Cinco miembros de la CECA ratificaron el tratado, pero en agosto de 1954, los parlamentarios franceses lo rechazaron, como consecuencia de la oposición conjunta de gaullistas y comunistas. Es así que el antiguo Tratado de Bruselas de 1948 es modificado para crear la Unión Europea Occidental (UEO) que fue hasta la entrada en vigor del Tratado de Ámsterdam en 1999 la única organización del continente encargada de la defensa y la seguridad europea. Aunque reforzó el antiguo tratado, la UEO fue una entidad a la sombra de la OTAN, pese a lo cual se encargó durante su existencia de la defensa de los países europeos ante un hipotético ataque.
Un impulso de importancia mayor llega en 1957 con la firma de los Tratados de Roma. Los seis deciden avanzar en la cooperación en los dominios económico, político y social. La meta planteada fue lograr un “mercado común” que permitiese la libre circulación de personas, mercancías y de capitales. La Comunidad Económica Europea (CEE) es la entidad internacional, de tipo supranacional, dotada de una capacidad autónoma de financiación institucionalizada por este tratado. Este documento formó una tercera comunidad de duración indefinida, el Euratom.

## Diferencia con la Comunidad Política Europea creada en 2022
La Comunidad Política Europea (CPE) es una plataforma y foro para debates políticos y estratégicos sobre el futuro de Europa. El grupo se reunió por primera vez en octubre de 2022 en Praga en una cumbre que contó con participantes de 47 países europeos —los Estados miembros de la Unión Europea y otros estados cercanos, incluido el Reino Unido.—, así como el presidente del Consejo Europeo y el presidente de la Comisión Europea.
El proyecto había sido propuesto por el presidente francés Emmanuel Macron con el objetivo de proporcionar una plataforma de coordinación de políticas para los países de todo el continente y fomentar el diálogo político y la cooperación para abordar cuestiones de interés común, a fin de fortalecer la seguridad, la estabilidad y la prosperidad del continente europeo.

## Cronología de la UE
| Firmado → En vigor → Documento: | 1948 Tratado de Bruselas*                               | 1951 1952 Tratado de París      | 1954 1955 Modificación del Tratado de Bruselas* | 1957 1958 Tratados de Roma                      | 1965 1967 Tratado de Fusión                     | 1975 N/A Creación de TREVI*                     | 1985 Acuerdo de Schengen*                     | 1986 1987 Acta Única Europea                  | 1992 1993 Tratado de Maastricht               | 1992 1993 Tratado de Maastricht | 1997 1999 Tratado de Ámsterdam | 2001 2003 Tratado de Niza | 2007 2009 Tratado de Lisboa | 2007 2009 Tratado de Lisboa |  |
| |                                                         |                                 |                                                 |                                                 |                                                 |                                                 |                                               |                                               |                                               |                                 |                                |                           |                             |                             |  |
| Tres pilares de la Unión Europea: |                                                         |                                 |                                                 |                                                 |                                                 |                                                 |                                               |                                               |                                               |                                 |                                |                           |                             |                             |  |
| Comunidades Europeas: |                                                         |                                 |                                                 |                                                 |                                                 |                                                 |                                               |                                               |                                               |                                 |                                |                           |                             |                             |  |
| | Comunidad Europea de la Energía Atómica (Euratom)       |                                 |                                                 |                                                 |                                                 |                                                 |                                               |                                               |                                               |                                 |                                |                           |                             |                             |  |
| |                                                         |                                 | Comunidad Europea del Carbón y del Acero (CECA) | Comunidad Europea del Carbón y del Acero (CECA) | Comunidad Europea del Carbón y del Acero (CECA) | Comunidad Europea del Carbón y del Acero (CECA) | Expirado en 2002                              | Expirado en 2002                              | Expirado en 2002                              |                                 | Unión Europea (UE)             | Unión Europea (UE)        |                             |                             |  |
| |                                                         |                                 | Comunidad Económica Europea (CEE)               |                                                 |                                                 |                                                 |                                               |                                               |                                               |                                 | Unión Europea (UE)             | Unión Europea (UE)        |                             |                             |  |
| |                                                         |                                 |                                                 | Reglas de Schengen*                             |                                                 |                                                 | Comunidad Europea (CE)                        | Comunidad Europea (CE)                        |                                               |                                 | Unión Europea (UE)             | Unión Europea (UE)        |                             |                             |  |
| |                                                         | TREVI*                          | TREVI*                                          | TREVI*                                          | Asuntos de Justicia y de Interior (AJI)         |                                                 | Comunidad Europea (CE)                        | Comunidad Europea (CE)                        |                                               |                                 | Unión Europea (UE)             | Unión Europea (UE)        |                             |                             |  |
| | Cooperación Judicial y Policial en materia Penal (CJPP) | TREVI*                          | TREVI*                                          | TREVI*                                          | Asuntos de Justicia y de Interior (AJI)         |                                                 |                                               |                                               |                                               |                                 | Unión Europea (UE)             | Unión Europea (UE)        |                             |                             |  |
| |                                                         |                                 |                                                 |                                                 | Cooperación Política Europea (CPE)*             | Política Exterior y de Seguridad Común (PESC)   | Política Exterior y de Seguridad Común (PESC) | Política Exterior y de Seguridad Común (PESC) | Política Exterior y de Seguridad Común (PESC) |                                 | Unión Europea (UE)             | Unión Europea (UE)        |                             |                             |  |
| Unión Occidental (UO)* | Unión Occidental (UO)*                                  | Unión Europea Occidental (UEO)* | Unión Europea Occidental (UEO)*                 | Unión Europea Occidental (UEO)*                 | Unión Europea Occidental (UEO)*                 | Unión Europea Occidental (UEO)*                 | Unión Europea Occidental (UEO)*               |                                               |                                               |                                 |                                | Unión Europea (UE)        |                             |                             |  |
| Unión Occidental (UO)* | Unión Occidental (UO)*                                  | Unión Europea Occidental (UEO)* | Unión Europea Occidental (UEO)*                 | Unión Europea Occidental (UEO)*                 | Unión Europea Occidental (UEO)*                 | Unión Europea Occidental (UEO)*                 | Unión Europea Occidental (UEO)*               | Expirado en 2011                              |                                               |                                 |                                |                           |                             |                             |  |
| *Estos tratados inicialmente no formaban parte de la UE y no estaban incluidos todos los países, pero posteriormente sus acuerdos fueron incorporados a la UE. |                                                         |                                 |                                                 |                                                 |                                                 |                                                 |                                               |                                               |                                               |                                 |                                |                           |                             |                             |  |